# نظام‌آباد (قزوین)
نظام‌آباد، روستایی از توابع بخش مرکزی شهرستان قزوین در استان قزوین ایران است. روستای نظام آباد در ده کیلومتری غرب شهر قزوین قرار دارد و جاده قزوین – رشت از میان آن می‌گذرد. این روستا دارای جمعیت تقریبی شش هزار نفر می‌باشد و دارای جاذبه‌های بسیاری است که قناتی که در شمال غرب آن قرار دارد از آن جمله است.
نظام آباد دارای زمینهای کشاورزی حاصلخیزی می‌باشد که بالغ بر ۵۰۰۰ هکتار می‌باشد واز شرق به شهر محمودآباد نمونه از شمال به روستاهای مشکین آباد و اک اقبال از غرب به روستای حسین‌آباد و از جنوب غرب به روستای هادی آباد و از جنوب به روستای شیداصفهان و شهر اقبالیه (سلطان آباد) واز جنوب شرقی به باغهای شهر قزوین محدود می‌شود.

## جمعیت
این روستا در دهستان اقبال غربی قرار دارد و براساس سرشماری مرکز آمار ایران در سال ۱۳۸۵، جمعیت آن ۳٬۴۷۴ نفر (۸۰۷خانوار) بوده است.